# Tommaso Iannone
Pas d'image ? Cliquez ici

a Compétitions nationales et continentales officielles uniquement.

b Matchs officiels uniquement.
Dernière mise à jour le 3 juin 2020.
Tommaso Iannone, né le 16 septembre 1990 à Trévise en Italie, est un joueur international de rugby à XV. Il joue au poste d'ailier.

## Palmarès

### En équipe nationale
- 10 sélections en équipe d'Italie depuis 2012.
- 5 points (1 essai).
- sélections par année : 1 en 2012, 5 en 2013, 4 en 2014
- Tournois des Six Nations disputés : 2014